# Протасов, Максим Александрович
Максим Александрович Протасов (род. 14 октября 1972, Москва) — российский предприниматель и государственный деятель. С 2015 года руководитель автономной некоммерческой организации «Российская система качества». Председатель Общественного совета Федерального агентства по техническому регулированию и метрологии (Росстандарт). В рамках своей деятельности также входит в состав Совета по развитию потребительского рынка Торгово-промышленной палаты РФ и ряда других организаций.

## Биография
Максим Протасов окончил экономический факультет Московского государственного университета и аспирантуру Института Латинской Америки РАН.
С 1999 по 2005 год был членом наблюдательного совета Национальной фондовой ассоциации, входил в экспертный совет Комитета по финансовым рынкам Государственной думы РФ.
В середине нулевых Протасов приобрел консервный холдинг «Помидорпром» после продажи крупнейшего российского регистратора Р.О.С.Т.
С 2011 по 2015 годы был председателем правления Всероссийской ассоциации производителей и поставщиков продуктов питания «Руспродсоюз».
В середине 2015 года распоряжением Правительства РФ была создана Автономная некоммерческая организация «Российская система качества» (Роскачество), руководителем которой назначен Максим Протасов. Эту должность он занимает и по сей день.
Помимо основной должности, Максим Протасов является председателем Общественного совета Федерального агентства по техническому регулированию и метрологии, входит в состав Совета по развитию потребительского рынка Торгово-промышленной палаты РФ. Является секретарем по присуждению Премий Правительства РФ в области качества. В начале сентября 2023 года на сайте правительства РФ появилась новость о встрече премьер-министра РФ Михаила Мишустина с руководителем Роскачества Максимом Протасовым. 

## Личная жизнь
Протасов женат, воспитывает троих детей. Является вегетарианцем, ведёт осознанный образ жизни